# Plaza del Caballo
La Plaza del Caballo es una plaza ubicada en la ciudad de Jerez de la Frontera (Andalucía, España).

## Origen
La plaza se rotuló como Plaza del Caballo cuando se realizó el ensanche al antiguo Paseo de los Capuchinos, extendiéndose la actualmente conocida Avenida Alcalde Álvaro Domecq.
La plaza es una zona habitual de mucho tráfico, también afectada por la Motorada, además de otros eventos, como la celebración de las victorias y logros del equipo de la ciudad, el Xerez CD.
Su última gran reforma fue en 2006, con el cambio de pavimento y la inclusión de aparcamiento subterráneo.

## Monumento al caballo

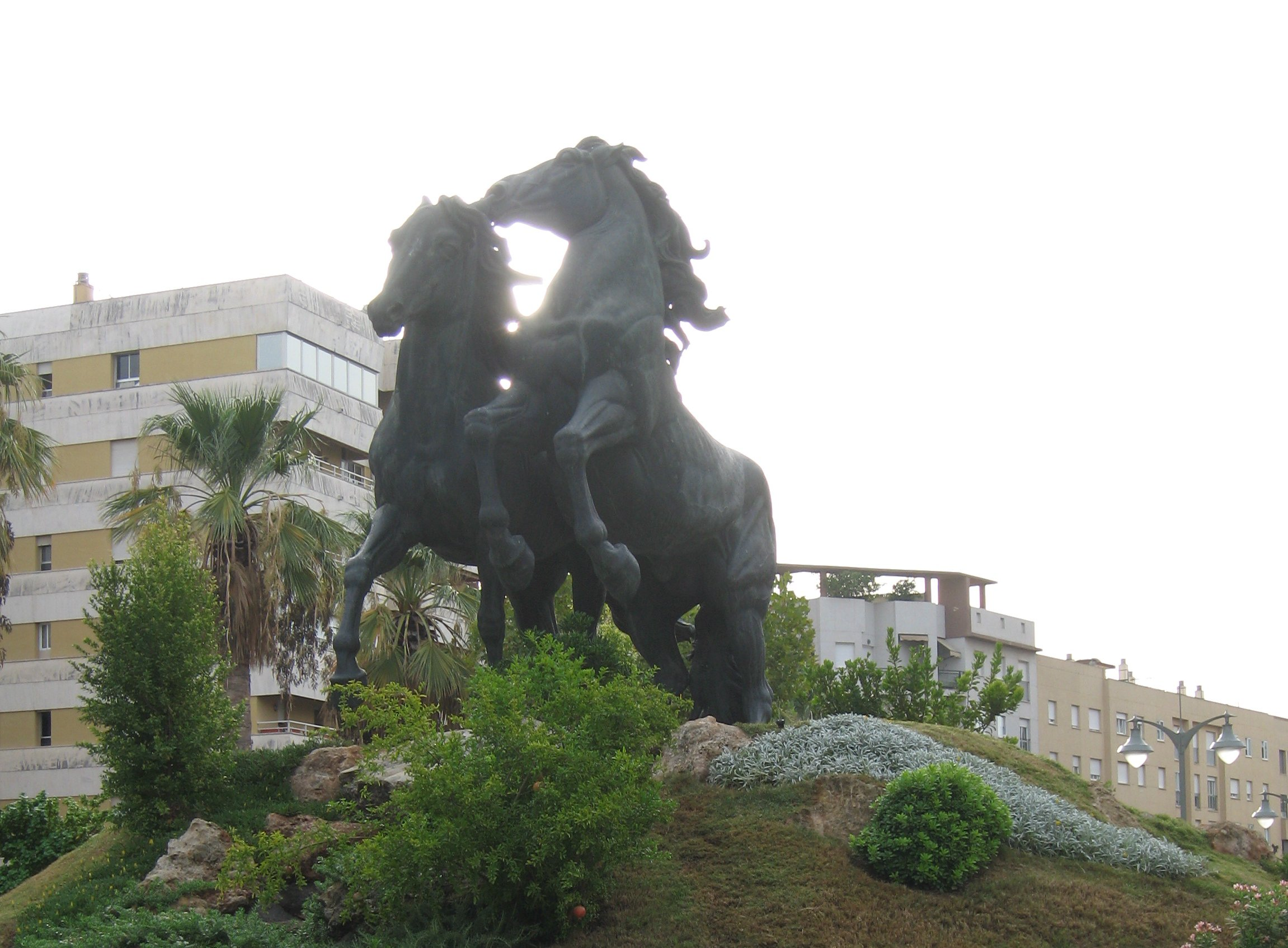
Monumento al caballo, Plaza del Caballo, Jerez.

Como homenaje al caballo jerezano, se erigió este monumento inaugurado el 30 de octubre de 1970 por el dictador Francisco Franco y el alcalde de
la ciudad Miguel Primo de Rivera y Urquijo. Es obra del escultor Antonio Navarro Santafé, artista reconocido, una de cuyas obras más conocidas es la Estatua del Oso y el Madroño situada en la Puerta del Sol de Madrid. Se representa a un caballo y una yegua en bronce sobre un montículo.